# Marjeyoun
Marjeyoun (ook Marjayoun, Marjuyun en Marja'uyun) is een stadje in het zuiden van Libanon, niet ver van de rivier Litani, met ongeveer drieduizend inwoners. De stad is de hoofdplaats van het gelijknamige district Marjeyoun.
Marjayoun heeft een grote Grieks-orthodoxe bevolking, terwijl de bergen om de stad vooral door moslims worden bewoond.
In de stad was het hoofdkwartier van het Zuid-Libanese Leger gevestigd, een aan Israël gelieerde militie. Israël bezette het zuiden van Libanon tussen 1982 en 2000.